# كايرو ميتشيل
كايرو ميتشيل (بالإنجليزية: Kairo Mitchell)‏ هو لاعب كرة قدم بريطاني في مركز الهجوم، ولد في 21 أكتوبر 1997 في إنجلترا في المملكة المتحدة. لعب مع ليستر سيتي.

## وصلات خارجية
- كايرو ميتشيل على موقع قاعدة بيانات كرة القدم.إي يو (الإنجليزية)
- كايرو ميتشيل على موقع ناشيونال فوتبول تيمز (الإنجليزية)
- كايرو ميتشيل على موقع Soccerway.com (الإنجليزية)